# 房星烨
房星烨，正黄旗人，是一名清朝政治人物。
房星烨曾于顺治九年(1652年)接替张延任漳州府知府一职，顺治十二年(1655年)由钱光泰接任。